# Мирер, Александр Исаакович
Алекса́ндр Исаа́кович Ми́рер (псевдоним Александр Зерка́лов; 2 мая 1927, Москва — 18 июля 2001, там же) — советский и российский писатель-фантаст, литературовед, критик и переводчик.

## Биография
Родился в перебравшейся в Москву в середине 1920-х годов из Смоленска семье инженера-экономиста Исаака Павловича (Файвишевича) Мирера, коммерческого директора Всесоюзного электротехнического объединения ВСНХ СССР (погиб в 1934 году под Загорском, попав под товарный поезд).
Подростком, во время войны, в 1942 году работал на сыроваренном заводе в Мытищах, где, в том числе, чистил котлы. По свидетельству сестры, знакомая семьи и спустя 30 лет говорила: «До самой смерти не забуду Шуркины сырные корки».
В 1946 поступил в МГУ, но через год исключён. Формального высшего образования не получил. По основной специальности — инженер. Работал главным конструктором во Всесоюзном НИИ электротермического оборудования; с конца 1980-х — редактором в издательстве «Текст».
В 1960-х годах Александр Мирер входил в неформальный московский кружок писателей-фантастов, собиравшийся в редакции фантастики издательства «Молодая гвардия» (в кружок этот входили также Аркадий Стругацкий, Север Гансовский, Анатолий Днепров, Еремей Парнов, Михаил Емцев, Дмитрий Биленкин, Ариадна Громова, Роман Подольный).
Александр Мирер дебютировал в фантастике повестью «Будет хороший день!» (1965). В 1966 участвовал в написании коллективной фантастической повести-буриме «Летящие сквозь мгновенье». Его первая авторская книга — детская фантастическая повесть «Субмарина „Голубой Кит“» (1968). В 1969 году были опубликованы две повести, которые сделали Александра Мирера одной из наиболее заметных фигур в советской фантастике того времени — «У меня девять жизней» (расширенный вариант вышел книжным изданием в 1990 году) и «Главный полдень» (в 1976 году расширенный вариант выпущен как роман «Дом Скитальцев»; по мотивам романа поставлен художественный фильм «Посредник»).
В 1970—1980-х годах А. Мирер работал в основном как литературовед, публикуя под псевдонимом Александр Зеркалов статьи о творчестве Михаила Булгакова, братьев Стругацких, Дж. Толкина и других отечественных и зарубежных авторов.
В 1988 году в США издана его монография «Евангелие Михаила Булгакова» (переиздана в России в 2003 году); в 2004 году выпущена ещё одна (незаконченная) монография «Этика Михаила Булгакова».
В 1990-х годах дилогия «Дом Скитальцев» переиздана в дополненном варианте, включившем ряд эпизодов, отсутствующих в предыдущих вариантах. В конце 1990-х годов Мирер возвращается к художественной прозе: в 1998 году роман «Мост Верразано».
Похоронен в Москве на Введенском кладбище (7 уч.).

## Семья
Сестра — Раиса Исааковна Мирер, журналист, педагог.

## Основные произведения
- Будет хороший день!, повесть (1965) Пермь, 1990.
- Субмарина „Голубой Кит“, повесть. М., Детская литература, 1968.
- Главный полдень, повесть (1969)
- У меня девять жизней, повесть (1969)
- Дом Скитальцев, роман. М., Детская литература, 1976. 2-е изд.  М., Текст, 1992.
- Евангелие Михаила Булгакова, монография о романе «Мастер и Маргарита» (1988, 2006)
- Мост Верразано, роман (1998)
- Этика Михаила Булгакова, вторая монография о романе «Мастер и Маргарита», издана в 2004 году, посмертно.

## В кинематографии
- Фантастический сериал "Радар" (по повести "Главный полдень")[5][6]. Режиссёр-постановщик Константин Смирнов. Сценаристы — Константин Смирнов и Алексей Безенков. 2024 год.

## Прочие факты, оценки
- Александр Мирер выступил в качестве редактора двух первых книг Виктора Пелевина, вышедших в московском издательстве «Текст» — сборника рассказов «Синий фонарь» (1991 год) и романа «Омон Ра» (1992 год)[7].
  - «Мне нравится, что пишет Виктор Пелевин, – рассказывал Мирер в интервью «Книжному обозрению». – У него есть замечательная способность самым парадоксальным образом выворачивать действительность. Его тексты наполнены поэтикой парадоксальности. Может быть, впрочем, зря он начал писать крупные вещи. Талант имеет свою типологию. Тип пелевинского таланта – блестящее искусство рассказчика»[7].
- 6 декабря 1991 года Александр Мирер в составе группы ещё пяти свидетелей исполнил волю покойного Аркадия Стругацкого, развеяв его прах с вертолёта над Рязанским шоссе в районе подмосковной деревни Чулково[8].
- Лит. критик Владимир Ларионов высказывался: "Александр Мирер — первый ряд фантастов. Жаль, что мало написал..."[9].